# 魚藤坪車站
魚藤坪車站是台鐵舊山線於2010年復駛時為了配合觀光景點魚藤坪斷橋而在魚藤坪鐵橋北方設置的簡易車站。因為坡度問題，該車站已於2011年拆除。
魚藤坪車站又稱龍騰站，取名原因來自於魚藤坪斷橋，因魚藤坪斷橋又被稱作龍騰斷橋，因而取名。

## 車站構造
- 岸式月台（簡易）一座

## 利用狀況
- 目前已拆除

## 車站週邊
- 魚藤坪斷橋

## 外部連結
- 停駛13年 苗栗舊山線6月復駛
- 舊山線復駛卻不靠站　龍騰站攤商抗議[]